# Grand Prix Francji 1956
Grand Prix Francji 1956 (oryg. Grand Prix de l’ACF) – 5. runda Mistrzostw Świata Formuły 1 w sezonie 1956, która odbyła się 1 lipca 1956 po raz 5. na torze Reims-Gueux.
42. Grand Prix Francji, 6. zaliczane do Mistrzostw Świata Formuły 1.

## Wyniki

### Kwalifikacje
Źródło: statsf1.com
| P  | Nr | Kierowca                | Konstruktor(-silnik) | Opony | Czas   | Odstęp | Strata |
| -- | -- | ----------------------- | -------------------- | ----- | ------ | ------ | ------ |
| 1  | 10 | Juan Manuel Fangio      | Ferrari              | E     | 2:23,3 | –      | –      |
| 2  | 12 | Eugenio Castellotti     | Ferrari              | E     | 2:24,6 | +1,3   | +1,3   |
| 3  | 14 | Peter Collins           | Ferrari              | E     | 2:24,9 | +0,3   | +1,6   |
| 4  | 22 | Harry Schell            | Vanwall              | P     | 2:26,1 | +1,2   | +2,8   |
| 5  | 26 | Colin Chapman           | Vanwall              | P     | 2:26,8 | +0,7   | +3,5   |
| 6  | 24 | Mike Hawthorn           | Vanwall              | P     | 2:27,0 | +0,2   | +3,7   |
| 7  | 4  | Jean Behra              | Maserati             | P     | 2:27,8 | +0,8   | +4,5   |
| 8  | 2  | Stirling Moss           | Maserati             | P     | 2:29,9 | +2,1   | +6,6   |
| 9  | 16 | Alfonso de Portago      | Ferrari              | E     | 2:32,8 | +2,9   | +9,5   |
| 10 | 38 | Luigi Villoresi         | Maserati             | P     | 2:33,3 | +0,5   | +10,0  |
| 11 | 44 | Olivier Gendebien       | Ferrari              | E     | 2:34,5 | +1,2   | +11,2  |
| 12 | 36 | Louis Rosier            | Maserati             | P     | 2:34,5 | +0,0   | +11,2  |
| 13 | 8  | Piero Taruffi           | Maserati             | P     | 2:35,3 | +0,8   | +12,0  |
| 14 | 32 | Hernando da Silva Ramos | Gordini              | E     | 2:35,9 | +0,6   | +12,6  |
| 15 | 30 | Robert Manzon           | Gordini              | E     | 2:36,0 | +0,1   | +12,7  |
| 16 | 6  | Cesare Perdisa          | Maserati             | P     | 2:36,4 | +0,4   | +13,1  |
| 17 | 40 | Francisco Godia         | Maserati             | P     | 2:40,4 | +4,0   | +17,1  |
| 18 | 28 | Maurice Trintignant     | Bugatti              | E     | 2:41,9 | +1,5   | +18,6  |
| 19 | 34 | André Pilette           | Gordini              | E     | 2:46,8 | +4,9   | +23,5  |
| 20 | 42 | André Simon             | Maserati             | P     | 2:57,9 | +11,1  | +34,6  |
| P  | Nr | Kierowca                | Konstruktor(-silnik) | Opony | Czas   | Odstęp | Strata |

### Wyścig
Źródła: statsf1.com
| P                                                     | + / –     | Nr | Kierowca                     | Konstruktor    | Opony | Okr.  | Czas / Strata | Komentarz            |
| ----------------------------------------------------- | --------- | -- | ---------------------------- | -------------- | ----- | ----- | ------------- | -------------------- |
| 1                                                     | 2         | 14 | Peter Collins                | Ferrari        | E     | 61    | 2:34:23,4     |                      |
| 2                                                     | Bez zmian | 12 | Eugenio Castellotti          | Ferrari        | E     | 61    | +0,3          |                      |
| 3                                                     | 4         | 4  | Jean Behra                   | Maserati       | P     | 61    | +1:29,9       |                      |
| 4                                                     | 3         | 10 | Juan Manuel Fangio           | Ferrari        | E     | 61    | +1:35,1       |                      |
| 5                                                     | 11        | 6  | Cesare Perdisa Stirling Moss | Maserati       | P     | 39 20 | +2 okr.       |                      |
| 6                                                     | 6         | 36 | Louis Rosier                 | Maserati       | P     | 58    | +3 okr.       |                      |
| 7                                                     | 10        | 40 | Francisco Godia              | Maserati       | P     | 57    | +4 okr.       |                      |
| 8                                                     | 6         | 32 | Hernando da Silva Ramos      | Gordini        | E     | 57    | +4 okr.       |                      |
| 9                                                     | 6         | 30 | Robert Manzon                | Gordini        | E     | 56    | +5 okr.       |                      |
| 10                                                    | 4         | 24 | Mike Hawthorn Harry Schell   | Vanwall        | P     | 10 46 | +5 okr.       |                      |
| 11                                                    | 8         | 34 | André Pilette                | Gordini        | E     | 55    | +6 okr.       |                      |
| Niesklasyfikowani                                     |           |    |                              |                |       |       |               |                      |
|                                                       |           | 42 | André Simon                  | Maserati       | P     | 41    | +20 okr.      | silnik               |
|                                                       |           | 8  | Hernando da Silva Ramos      | Maserati       | E     | 40    | +21 okr.      | silnik               |
|                                                       |           | 44 | Olivier Gendebien            | Ferrari        | E     | 38    | +23 okr.      | sprzęgło             |
|                                                       |           | 38 | Luigi Villoresi              | Maserati       | P     | 23    | +38 okr.      | hamulce              |
|                                                       |           | 16 | Alfonso de Portago           | Ferrari        | E     | 20    | +41 okr.      | skrzynia biegów      |
|                                                       |           | 28 | Maurice Trintignant          | Bugatti        | E     | 18    | +43 okr.      | przepustnica         |
|                                                       |           | 2  | Stirling Moss                | Maserati       | P     | 12    | +49 okr.      | skrzynia biegów      |
|                                                       |           | 22 | Harry Schell                 | Vanwall        | P     | 5     | +56 okr.      | silnik               |
| Nie wystartowali / niedopuszczeni do ponownego startu |           |    |                              |                |       |       |               |                      |
|                                                       |           | 26 | Colin Chapman                | Vanwall        | P     | 0     |               | wypadek              |
|                                                       |           | 20 | Tony Brooks                  | BRM            | D     | 0     |               | samochód niedostępny |
|                                                       |           | 46 | Horace Gould                 | Maserati       | P     | 0     |               | nie przybył          |
|                                                       |           | 48 | Piero Scotti                 | Connaught-Alta | P     | 0     |               | nie przybył          |
| P                                                     | + / –     | Nr | Kierowca                     | Konstruktor    | Opony | Okr.  | Czas / Strata | Komentarz            |

### Najszybsze okrążenie
Źródło: statsf1.com
| Nr | Kierowca           | Konstruktor | Czas   | Okr. |
| -- | ------------------ | ----------- | ------ | ---- |
| 10 | Juan Manuel Fangio | Ferrari     | 2:25,8 | 61   |

### Prowadzenie w wyścigu
Źródło: statsf1.com
| Nr                              | Kierowca            | Konstruktor | Okrążenia       | Suma |
| ------------------------------- | ------------------- | ----------- | --------------- | ---- |
| 10                              | Juan Manuel Fangio  | Ferrari     | 4-38            | 35   |
| 14                              | Peter Collins       | Ferrari     | 1, 47-48, 50-61 | 15   |
| 12                              | Eugenio Castellotti | Ferrari     | 2-3, 39-46, 49  | 11   |
| \| Wykres \| \| ------ \| \| \| |                     |             |                 |      |
| Wykres                          |                     |             |                 |      |
|                                 |                     |             |                 |      |

## Klasyfikacja po wyścigu
Pierwsza piątka otrzymywała punkty według klucza 8-6-4-3-2, 1 punkt przyznawany był dla kierowcy, który wykonał najszybsze okrążenie w wyścigu. Klasyfikacja konstruktorów została wprowadzona w 1958 roku. Liczone było tylko 5 najlepszych wyścigów danego kierowcy. W nawiasach podano wszystkie zebrane punkty, nie uwzględniając zasady najlepszych wyścigów.
Uwzględniono tylko kierowców, którzy zdobyli jakiekolwiek punkty
| P  | +/− | Kierowca                | Starty | Punkty | P1 | P2 | P3 | PP | NO | NS |
| -- | --- | ----------------------- | ------ | ------ | -- | -- | -- | -- | -- | -- |
| 1  | 0   | Peter Collins           | 4      | 19     | 2  | 1  | –  | –  | –  | 1  |
| 2  | +1  | Jean Behra              | 4      | 14     | –  | 1  | 2  | –  | –  | –  |
| 3  | +1  | Juan Manuel Fangio      | 4      | 13     | 1  | 1  | –  | 4  | 3  | 1  |
| 4  | −2  | Stirling Moss           | 4      | 12     | 1  | –  | 1  | –  | 1  | 1  |
| 5  | 0   | Pat Flaherty            | 1      | 8      | 1  | –  | –  | 1  | –  | –  |
| 6  | +12 | Eugenio Castellotti     | 4      | 7,5    | –  | 1  | –  | –  | –  | 2  |
| 7  | −1  | Paul Frère              | 1      | 6      | –  | 1  | –  | –  | –  | –  |
| 7  | −1  | Sam Hanks               | 1      | 6      | –  | 1  | –  | –  | –  | –  |
| 9  | −1  | Luigi Musso             | 2      | 4      | 1  | –  | –  | –  | –  | 1  |
| 10 | −1  | Mike Hawthorn           | 2      | 4      | –  | –  | 1  | –  | –  | –  |
| 11 | −2  | Don Freeland            | 1      | 4      | –  | –  | 1  | –  | –  | –  |
| 12 | +1  | Cesare Perdisa          | 3      | 3      | –  | –  | 1  | –  | –  | –  |
| 13 | −2  | Harry Schell            | 3      | 3      | –  | –  | –  | –  | –  | 1  |
| 14 | −2  | Johnnie Parsons         | 1      | 3      | –  | –  | –  | –  | –  | –  |
| 15 | −1  | Hernando da Silva Ramos | 2      | 2      | –  | –  | –  | –  | –  | –  |
| 16 | −2  | Olivier Gendebien       | 2      | 2      | –  | –  | –  | –  | –  | 1  |
| 16 | −2  | Luigi Villoresi         | 2      | 2      | –  | –  | –  | –  | –  | 1  |
| 18 | −4  | Dick Rathmann           | 1      | 2      | –  | –  | –  | –  | –  | –  |
| 19 | 0   | Gerino Gerini           | 1      | 1,5    | –  | –  | –  | –  | –  | –  |
| 19 | 0   | Chico Landi             | 1      | 1,5    | –  | –  | –  | –  | –  | –  |
| 21 | 0   | Paul Russo              | 1      | 1      | –  | –  | –  | –  | 1  | 1  |
| P  | +/− | Kierowca                | Starty | Punkty | P1 | P2 | P3 | PP | NO | NS |